# Landelles
Landelles ist eine französische Gemeinde mit 631 Einwohnern (Stand: 1. Januar 2022) im Département Eure-et-Loir in der Region Centre-Val de Loire. Landelles gehört zum Arrondissement Chartres und zum Kanton Illiers-Combray. Die Einwohner werden Landellois genannt.

## Geographie
Landelles liegt etwa 21 Kilometer westnordwestlich von Chartres an der Eure. Umgeben wird Landelles von den Nachbargemeinden Pontgouin im Norden und Nordwesten, Billancelles im Norden, Courville-sur-Eure im Osten, Chuisnes im Süden sowie La Favril im Westen.

## Bevölkerung
| Bevölkerungsentwicklung    | Bevölkerungsentwicklung | Bevölkerungsentwicklung | Bevölkerungsentwicklung | Bevölkerungsentwicklung | Bevölkerungsentwicklung | Bevölkerungsentwicklung | Bevölkerungsentwicklung | Bevölkerungsentwicklung |
| -------------------------- | ----------------------- | ----------------------- | ----------------------- | ----------------------- | ----------------------- | ----------------------- | ----------------------- | ----------------------- |
| Jahr                       | 1962                    | 1968                    | 1975                    | 1982                    | 1990                    | 1999                    | 2006                    | 2018                    |
| Einwohner                  | 258                     | 275                     | 326                     | 371                     | 493                     | 532                     | 566                     | 639                     |
| Quellen: Cassini und INSEE |                         |                         |                         |                         |                         |                         |                         |                         |

## Sehenswürdigkeiten

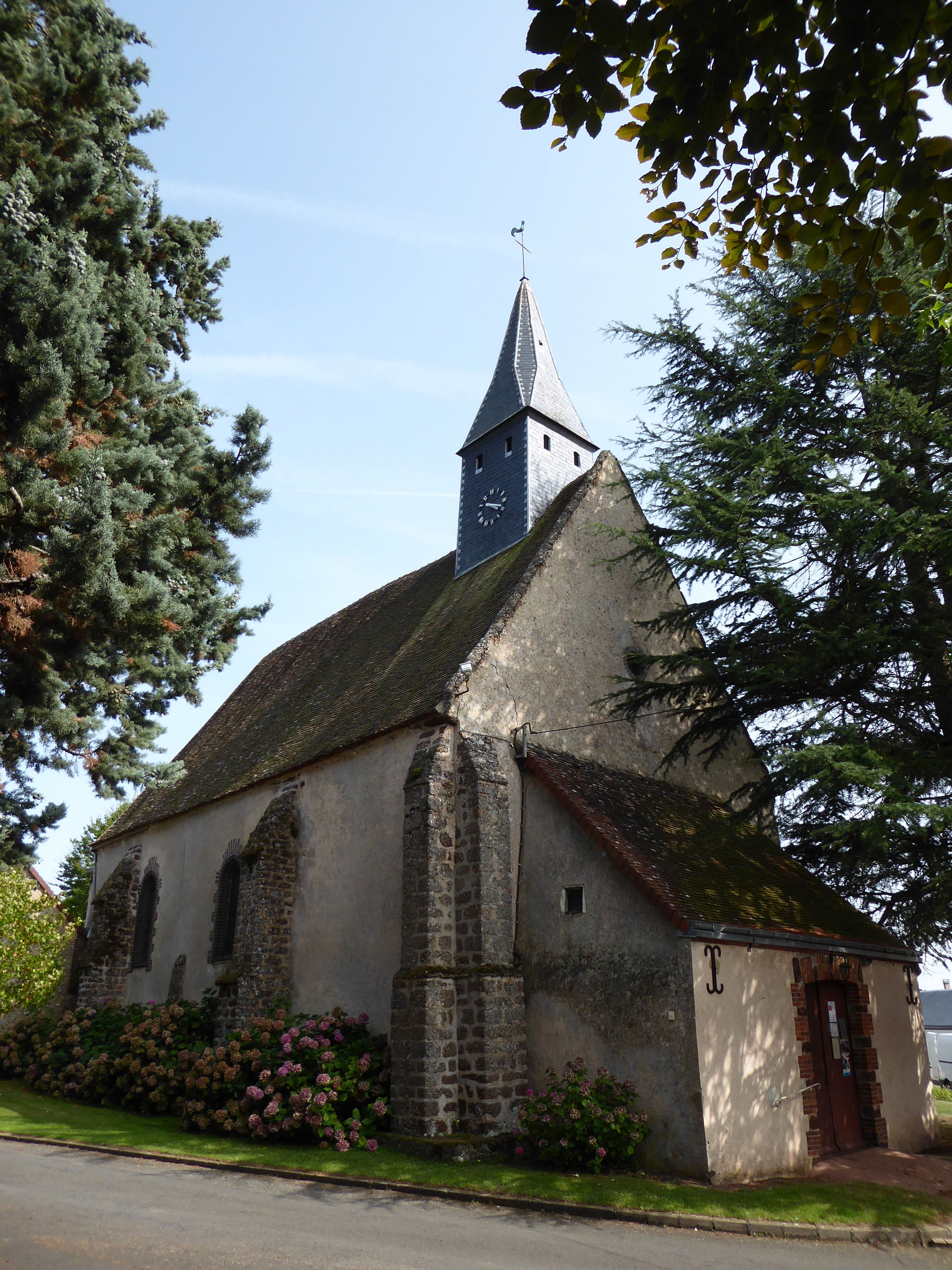
Kirche Saint-Médard-et-Saint-Marc
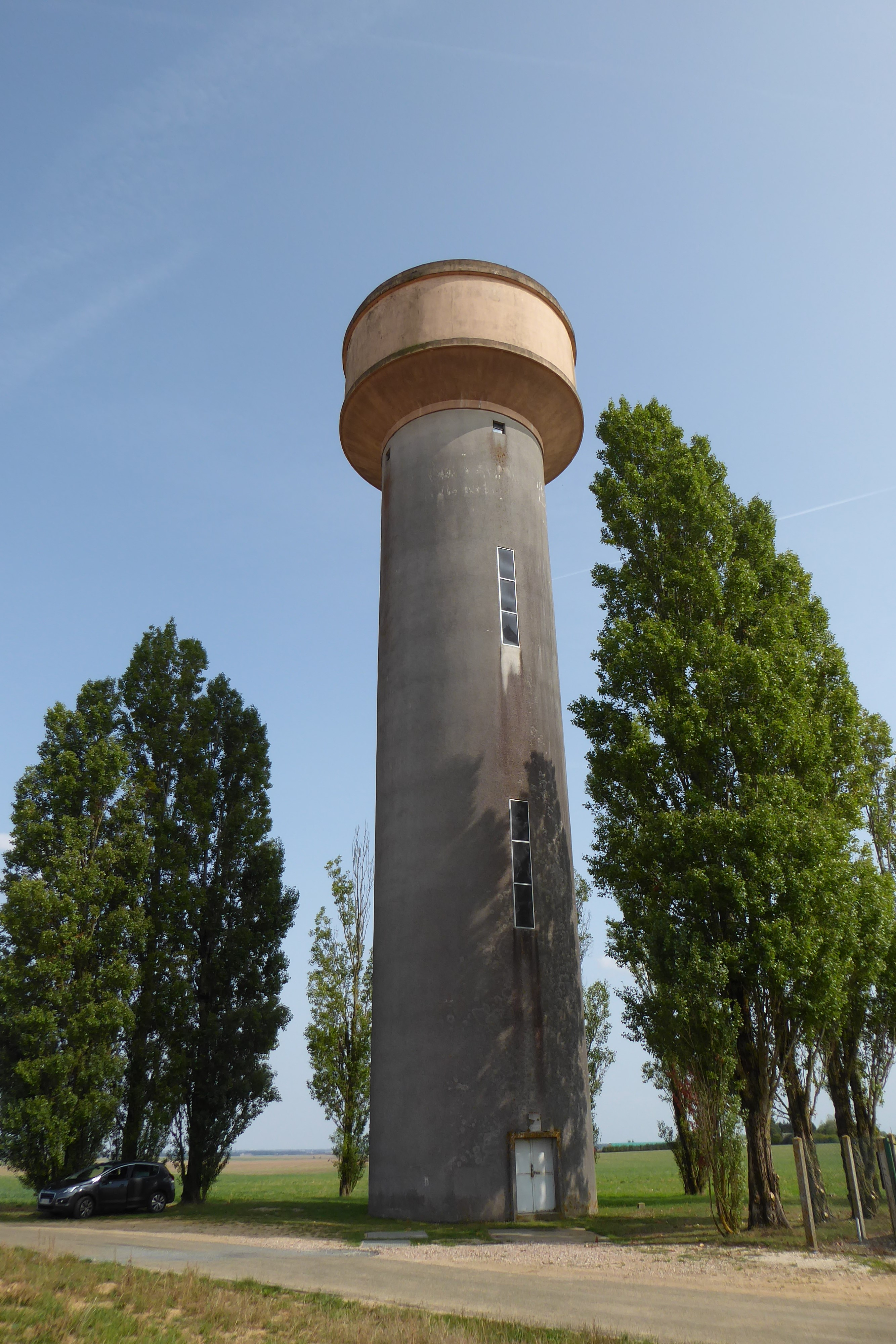
Schloss Landelles

- Kirche Saint-Médard-et-Saint-Marc
- Wasserturm